# Richard Soto
Richard Soto Estrada (New York, 11 aprile 1968) è un ex cestista portoricano.

## Carriera
Con Porto Rico ha disputato due edizioni dei Giochi olimpici (Barcellona 1992, Atlanta 1996) e due dei Campionati americani (1992, 1995).